# ديتمار إيرلر
ديتمار ايرلر (بالألمانية: Dietmar Erler)‏ مواليد 7 أبريل 1947 هو لاعب كرة قدم ألماني سابق. يلعب في مركز الجناح (مهاجم) وأصبح لاعب خط الوسط في وقت لاحق من عام 1968 إلى عام 1980 في الدوري الألماني مع نادي بوروسيا دورتموند واينتراخت براونشفايغ، بمجموع 264 مباراة وسجل 41 هدف. ولعب 90 مباراة في الدرجة الثانية لكرة القدم في البطولات الإقليمية الغربية مع أرمينيا بيليفيد من عام 1966 إلى 1968

## روابط خارجية
- ديتمار إيرلر على موقع قاعدة بيانات كرة القدم.إي يو (الإنجليزية)
- ديتمار إيرلر على موقع بيانات كرة القدم. دي إي (الألمانية)